# Lama Mocogno
Lama Mocogno là một đô thị ở tỉnh Modena thuộc vùng Emilia-Romagna, có vị trí cách khoảng 50 km southvề phía tây của Bologna và khoảng 40 km southvề phía tây của Modena. Tại thời điểm ngày 31 tháng 12 năm 2004, đô thị này có dân số 3.004 người và diện tích 63,8 km².
Đô thị Lama Mocogno có các frazioni (đơn đơn vị cấp dưới, chủ yếu là các làng) Barigazzo, Borra, Cadignano, La Santona, Mocogno, Montecenere, Piane di Mocogno, Pianorso, Sassostorno, và Vaglio.
Lama Mocogno giáp các đô thị: Montecreto, Palagano, Pavullo nel Frignano, Polinago, Riolunato.